# Verbascum assurense
Verbascum assurense är en flenörtsväxtart som beskrevs av Joseph Friedrich Nicolaus Bornmüller och Hand.-mazz.. Verbascum assurense ingår i släktet kungsljus, och familjen flenörtsväxter. Utöver nominatformen finns också underarten V. a. singaricum.